# Kathleen Jordon Gregory
Kathleen Jordon Gregory (1º marzo 1942 – Boston, 9 luglio 1988) è stata un'attrice statunitense.

## Biografia
Particolarmente nota negli anni settanta per la rappresentazione in chiave moderna di La dodicesima notte di William Shakespeare.
Ha partecipato anche ad alcuni programmi tv e al film horror La fattoria maledetta di David Keith.
Morì nel 1988 all'età di 46 anni per un cancro allo stomaco.

## Filmografia
- La fattoria maledetta (The Curse), regia di David Keith (1987)